# Smithton (Missouri)
Pour les articles homonymes, voir Smithton.
Smithton est une ville du comté de Pettis, dans le Missouri, aux États-Unis,. Située à l'est du comté, elle est fondée en 1859 et incorporée en 1955.

## Démographie
Lors du recensement de 2010, la ville comptait une population de 570 habitants. Elle est estimée, en 2016, à 560 habitants.

### Source de la traduction
- (en) Cet article est partiellement ou en totalité issu de l’article de Wikipédia en anglais intitulé « Smithton, Missouri » (voir la liste des auteurs).